# 田島暁
田島 暁（たじま さとる、1940年 - ）は日本のジャーナリストで中日新聞元論説主幹、名古屋大学客員教授。経済産業省懇談会委員、国土交通省懇談会委員。愛知県名古屋市生まれ。

## 略歴
- 1940年 名古屋市生まれ
- 1964年 名古屋大卒　中日新聞社入社、地方支局勤務
- 1974年 東京本社（東京新聞）特別報道部
- 1981年 名古屋本社社会部デスク
- 1990年 論説委員（「中日春秋」担当）
- 1996年 編集局次長
- 1998年 編集局長
- 1999年 役員待遇論説主幹
- 2006年 役員待遇論説委員
- 2007年 客員名古屋本社編集顧問

## 概要
- 中部・東海圏において圧倒的なシェアを誇る中日新聞の編集方針を決定する、論説主幹として、世論に絶大な影響を持つ。
- 経済産業省および国土交通省懇談会委員をつとめる。2005年の愛・地球博では地元のメディアとして発言した。
- 母校の名古屋大学で教鞭をとる。